# 5912 Oyatoshiyuki
Az 5912 Oyatoshiyuki (ideiglenes jelöléssel 1989 YR) a Naprendszer kisbolygóövében található aszteroida. Nídzsima Cuneo és Urata Takesi fedezte fel 1989. december 20-án.